# Oudehaske
Oudehaske (en frison : Aldehaske) est un village situé dans la commune néerlandaise de De Fryske Marren, situé dans la province de Frise.

## Géographie
Le village est situé dans le sud de la Frise, à 5 km à l'est de Joure.

## Histoire
Oudehaske est un village de la commune de Skarsterlân avant le 1er janvier 2014, date à laquelle celle-ci fusionne avec Gaasterlân-Sleat et Lemsterland pour former la nouvelle commune de De Friese Meren, devenue De Fryske Marren en 2015.

## Démographie
Le 1er janvier 2018, le village comptait 1 940 habitants.